# Georgi Spirov Najdenov
Georgi Spirov Najdenov (in bulgaro Георги Спиров Найденов?; Sofia, 21 dicembre 1931 – Damasco, 28 maggio 1970) è stato un calciatore bulgaro, di ruolo portiere.

## Carriera
Storico portiere del CSKA Sofia e della Nazionale, con cui ha giocato 51 partite disputando i Mondiali del 1962 e del 1966 e vincendo una medaglia di bronzo alle olimpiadi del 1956, Najdenov fu anche il primo giocatore a vincere il titolo di calciatore bulgaro dell'anno, nel 1961. Anche dopo il ritiro dalle competizioni è rimasto uno dei giocatori più in forma in Bulgaria e questo ha reso la sua morte ancora più misteriosa. Morì a Damasco, in Siria e le prime notizie affermavano a causa di un attacco di cuore, anche se i membri della sua famiglia e le persone a lui vicine sospettavano che fosse stato avvelenato dal ministro degli interni bulgaro con cui aveva recentemente litigato riguardo l'unione delle squadre Levski Sofia e Spartak Sofia.

## Palmarès

### Nazionale
- Bronzo olimpico: 1

Melbourne 1956

### Individuale
- Calciatore bulgaro dell'anno: 1

1961